# Radio 69
Radio 69 är ett oi!/streetpunk-band från Göteborg, Sverige. Bandet bildades 1997.

## Medlemmar
- Anders Hjortsberg – gitarr och sång
- Erik Regnér – sång
- Christian Berggren – bas
- Erik Alexandersson – trummor

## Diskografi
- Hearts, Minds & Memories (2000)
- Reality Punk